# Шестой корпус Потомакской армии
Шестой корпус Потомакской армии — одно из боевых подразделений Армии Союза во время гражданской войны в США. В 1864 году недолго входил в Армию Шенандоа Филипа Шеридана.

## Формирование
Корпус был сформирован как Шестой Временный Корпус 18 мая 1862 года в результате слияния дивизии Уильяма Франклина с дивизией Уильяма Смита, которая для этой цели была выведена из состава IV корпуса. Это временное формирование позже было утверждено Военным Департаментом как Шестой армейский корпус Потомакской армии. Франклин стал его командиром, а командование своей дивизией передал Генри Слокаму. 20 июня 1862 года в корпусе числилось 24 911 человек, из которых 19 405 были готовы к воинской службе. При корпусе числилось 40 стволов артиллерии.
В результате в июне 1862 года корпус принял следующий вид:
- Дивизия бригадного генерала Генри Слокама
  - 1-я бригада бр-ген. Джорджа Тейлора
  - 2-я бригада бр-ген. Джозефа Бартлетта
  - 3-я бригада бр-ген. Джона Ньютона
- Дивизия бригадного генерала Уильяма Смита
  - 1-я бригада бр-ген. Уинфилда Хэнкока
  - 2-я бригада бр-ген. Уильяма Брукса
  - 3-я бригада бр-ген. Джона Дэвидсона

## История

### 1862
На вирджинском полуострове во время сражения при Гэинс-Милл дивизия Слокама была послана на помощь корпусу Фицджона Портера и была втянута в ожесточённые бои, потеряв в итоге 2 021 человек из 8 000 начального состава. В сражении при Саваж-Стейшен участвовала вермонтская бригада из дивизии Смита. В этом бою 5-й вермонтский полк потерял 209 человек. Корпус действовал и в других сражениях Семидневной битвы, и только в сражении при Малверн-Хилл держался в резерве. Позже корпус был переведён в Северную Вирджинию, но во втором сражении при Булл-Ран был задействован только частично: 1-я бригада дивизии Слокама (ком. Джордж Тейлор) участвовала  в перестрелках 27-го августа, где потеряла 339 человек убитыми и ранеными. Смертельное ранение получил сам Тейлор.
Во время Мерилендской кампании снова проявила себя дивизия Слокама: в сражении при Южных Горах она успешно атаковала ущелье Крэмптона, потеряв 533 человека убитыми и ранеными. В сражении при Энтитеме корпус был задействован только частично, а именно только бригада Ирвина из дивизии Уильяма Смита. По неясной причине корпусу не разрешили атаковать центр армии противника, что дало возможность южанам удержать этот участок поля боя. На тот момент командиром артиллерии в дивизии Слокама служил знаменитый впоследствии капитан Эмори Аптон.
Вскоре после Энтитема командиром Потомакской армии стал Эмброуз Бернсайд, и в корпусе произошли серьёзные изменения. В него включили дивизию Дариуса Кауча из IV корпуса, которая стала 3-й дивизией VI корпуса, и командиром её стал Джон Ньютон. Корпус был объединён с I-м корпусом в Левую гранд-Дивизию, командиров которой стал Франклин. Уильям Смит занял его место командира корпуса, передав свою дивизию Эльбиону Хау. Генри Слокам стал командиром XII-го корпуса, а его место командира 1-й дивизии занял Уильям Брукс.
См. также: Потомакская армия при Энтитеме

### 1863
28 января 1863 года Бернсайд был отстранён от командования Потомакской армией и правительство назначило на эту должность Джозефа Хукера, который распустил гранд-дивизии. Ряд интриг и взаимных обвинений привёл к тому, что ещё 25 января Уильям Смит был отстранён от должности командира корпуса и заменён на Джона Ньютона, который через 10 дней тоже был отстранён и 5 февраля заменён на Джона Седжвика, который до этого недолго возглавлял II и IX корпуса. Той же весной корпуса и дивизии Потомакской армии получили знаки различия, и VI корпус получил символику на основе креста.
| Дивизионные знаки различия VI-го корпуса |
| ---------------------------------------- |
| - 1 дивизия - 2 дивизия - 3 дивизия      |

В результате всех командных перестановок к маю 1863 года корпус имел по спискам 23 730 человек и следующую структуру:
- Дивизия Уильяма Брукса
  - бригада Генри Брауна
  - бригада Джозефа Барлетта
  - бригада Дэвида Рассела

и артиллерия Джона Томпкинса
- Дивизия Эльбиона Хау
  - бригада Льюиса Гранта
  - бригада Томаса Нейла
- Дивизия Джона Ньютона
  - бригада Генри Эстиса
  - бригада Александра Шалера

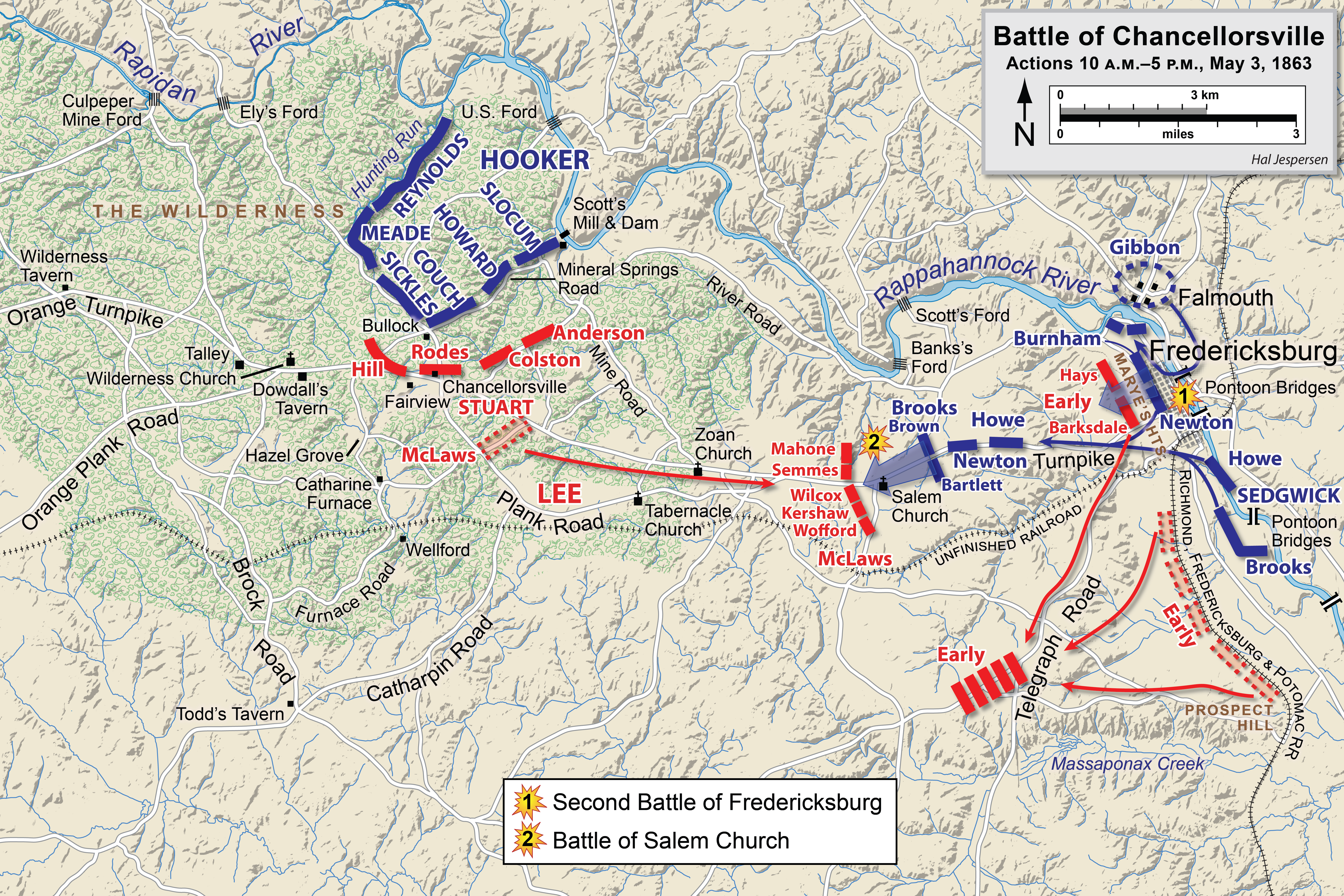
Наступление корпуса на высоты Мари и сражение у Салем-Чеч.

- Лёгкая дивизия Хирама Бёрнхама: 5 полков и одна артбатарея

Звёздный час корпуса настал в мае 1863 года в сражении при Чанселорсвилле. До этого корпус использовали в боях по частям, теперь же ему поручили действовать самостоятельно и временно придали ему бригаду Джона Гиббона. Пока все корпуса совершали манёвр в обход фланга противника, корпус Седжвика стоял напротив высот Мари. Седжвику было приказано штурмовать высоты мари и утром 3 мая корпус был развёрнут в боевую линию. Около 11:00 Седжвик приказал начать штурм позиций, которые считались неприступными. Последовало Второе сражение при Фредериксберге: несколько атак было отбито, но в итоге "Легкая дивизия" Бёрнхама сумела взять высоты. У Седжвика появился шанс разгромить Северовирджинскую армию, но он потратил три часа на наведение порядка в рядах своего корпуса и только в 15:00 продолжил марш. В итоге произошло сражение, известное как сражение при Салем-Чёч. Здесь наступление корпуса было остановлено.
В этих боях корпус потерял 4 589 человек: 485 убитыми, 2 619 ранеными и 1 485 пропавшими без вести. Лёгкая Дивизия Бёрнхама понесла невосполнимые потери и была расформирована.
После сражения интриги, связанные с отставкой Бернсайда, коснулись Уильяма Брукса и он был отстранён от командования дивизией, вместо него был прислан Горацио Райт. После начала Геттисбергской кампании корпус отправился на север и 1 июля 1863 года стоял лагерем в Манчестере, (Мэриленд) в 37 милях от Геттисберга. Корпусу потребовалось 17 часов на преодоление этого расстояния и он прибыл под Геттисберг к вечеру 2 июля. На тот момент корпус был самым большим в Потомакской армии, насчитывая 16 000 человек, но его держали в резерве, а отдельные бригады разбросали по всему фронту: одну направили на Калпс-Хилл, а другую на Литл-раунд-Топ. После гибели командира I корпуса его место занял Эбнер Даблдей, но генерал Мид, не доверявший Даблдею, заменил его на Джона Ньютона, который передал свою дивизию бригадному командиру Фрэнку Уитону.
Во время преследования армии Ли вермонтская бригада была задействована в сражении при Уильямспорте, где она в одиночку попала под атаку превосходящих сил противника и выстояла в основном благодаря хорошей позиции. Впоследствии корпус был направлен в Вирджинию и задействован в кампании Бристоу. 7 ноября 1863 года в сражении у Раппаханок-Стейшен корпус удачно штурмовал позиции противника. В том сражении было захвачено множество пленных, стрелкового оружия, артиллерии и полковых знамён - в основном принадлежащих дивизии Джубала Эрли. Чуть позже корпус участвовал в сражении при Майн-Ран, но на его участке серьёзных боевых действий не происходило. После сражения корпус был отведён на зимние квартиры к станции Бренди.

## 1864
В марте 1864 года вся Потомакская армия перенесла реорганизацию. В VI корпусе была расформирована 3-я дивизия, бригаду Шалера перевели в 1-ю дивизию Райта, а бригады Эстиса и Уитона перевели во 2-ю дивизию, которую поручили Джорджу Гетти, который недавно командовал дивизией при осаде Саффолка. Место 3-й дивизии заняла дивизия Джеймса Рикетта из расформированного III корпуса. Теперь корпус состоял из 49 полков, артиллерийской бригады в 8 батарей (48 орудий), всего 24 163 готовых к службе солдат.